# ダイナミックグローブ
『ダイナミックグローブ』は、ボクシング中継番組、及びボクシング興行の名称である。興行は帝拳プロモーションのプロモート下で原則として月1回第1土曜日（1月は第2土曜日または第3土曜日）に後楽園ホールで行われる。
『ダイナミックグローブ』としては3期に分かれて放送・配信されており、それぞれ正式タイトル及び形態が異なる。
- 報知ダイナミックグローブ（1954年12月 - 1969年9月）：報知新聞社主催、日本テレビで放送。
- （無印）ダイナミックグローブ（1981年10月 - 2023年3月）：報知新聞社協賛・後援、日本テレビ（1981年10月 - 2009年3月）・日テレジータス（2002年3月 - 2023年3月）で放送。
- WHO'S NEXT DYNAMIC GLOVE on U-NEXT（2023年4月 - 2025年3月）→DYNAMIC GLOVE on U-NEXT（2025年4月 - ）：U-NEXT後援・配信。

## 概要

### 報知ダイナミックグローブ
日本テレビでのボクシング中継は1954年12月21日（京橋公会堂）に開始され、この時より報知新聞社主催で『報知ダイナミックグローブ』（ほうちダイナミックグローブ）として放送。当初は不定期放送だったが、1959年10月より毎週月曜日のプライムタイムに放送。その後テレビボクシング黄金時代となると日本テレビでは火曜日にも『ファイティングパンチ』を放送、1964年4月からは金曜日に移動し、『日本プロレス中継』（｢三菱ダイヤモンドアワー｣と並行放送）と隔週で1965年2月まで放送された（因みにこの次番組が、『笑点』の前身『金曜夜席』）。1962年4月16日の後楽園ホール（当時は後楽園ジムナジアム（2代目））こけら落としも放送した。
世界タイトルマッチは『報知ダイナミックグローブ特別試合』後に『報知ダイナミックグローブ （協賛スポンサー）ワールドボクシング』としてゴールデンタイム生中継を行っていた。
1969年9月29日に全695回に及ぶ毎週レギュラー放送は終了。

### レギュラー休止
その後日曜21:30枠のドラマ路線が中断したのをきっかけに、『サンデー・ワールド・ボクシング』というタイトルで、『サンデーナイトショー』→『サンデーデラックスショー』→『寝るには早いドンといけ!』→『ヨーイ・ドン!!（第1期）』らと並行して、1970年8月23日まで放送（枠は日曜21:30 - 22:26だが、21:00開始の時もしばしば有った）。以降は世界タイトルマッチなどを単発で放送。

### （無印）ダイナミックグローブ
1981年10月10日に深夜枠において『ダイナミックグローブ』としてレギュラー放送が12年ぶりに復活。メインイベントは渡辺二郎vsアリババ・ルーク・ロントンのノンタイトル10回戦であった。ただし、回数はリセットされた。
長らく帝拳プロモーションと提携して主に後楽園ホールで月に2回ほど（うち1回は第1土曜日に固定）『ダイナミックグローブ』の名称で興行を行っており八尋史朗や葛西裕一、大和心、西岡利晃ら東京帝拳所属選手が長年メインイベントを務めたが、この大会の模様を地上波では『ダイナミックグローブ』の名称で月に一回放送。1980年代後半や1990年代初頭には高橋ナオトや辰吉丈一郎の試合を『ダイナミックグローブ特別版』として日曜の昼間に放映した事も有った。また会場は後楽園以外の場合もある（1995年12月伊藤辰史の日本タイトル初防衛をメインイベントとした興行を水戸市民体育館で開催）。
1997年以降は毎年12月の全日本新人王決定戦を放映している。
尚、CS放送の日テレG+では『ダイナミックグローブスペシャル』として生中継・もしくはディレイで完全放送している（関連してワールドプレミアムボクシング項目も参照のこと）。かつてはCS★日テレでも主に著作権の関係で同時放送できない地上波番組の代替として時差放送されていた。
2008年4月5日の榎洋之vs粟生隆寛戦はBS日テレで初めて中継された。（会場はミーツポート内のJCBホール（現在：東京ドームシティホール）で、この興行が格闘技こけら落としとなった）
長谷川穂積、粟生、山中慎介らの世界タイトルマッチになると、報知新聞社は『ワールドプレミアムボクシング』の名称で興行を後援する。この模様は地上波のプライムタイム枠で中継される。

#### 地上波撤退・日テレG+に一本化
2009年3月7日深夜の放送を以て地上波レギュラー枠としてのダイナミックグローブ放送は終了。ただしG+での放送は継続。
2010年4月よりBS日テレにおいて長谷川の所属先である神戸・真正プロモーションが偶数月に主催する『REAL SPIRITS』を報知新聞社とともに後援する形で定期放映を開始した。REAL SPIRITSは2012年からG+でも放送されていた。BSでの放送開始前は地元局であるサンテレビで2009年8月まで放送されていた。
2012年4月16日で500回を数えた。
2019年からは毎年9月に開催されるジュニア・チャンピオンズリーグ全国大会も放送している（大会からおおよそ1週間後にダイジェスト放送）。
2020年11月6日に行われた中谷潤人vsジーメル・マグラモのWBO世界フライ級王座決定戦は世界タイトルマッチながらダイナミックグローブSPとしてG+に加えBS日テレでも中継された。
2023年3月4日の第622回をもってG+でのダイナミックグローブSP放送を終了することが発表された。これによりG+では21年、無印としては地上波も含めて42年の歴史に幕を下ろした。また日本テレビとしても68年続いたボクシング中継から事実上撤退となった。

#### 帝拳以外で興行を打っていたジム
日本テレビ時代には以下のジムによる主催興行もダイナミックグローブとして行われていた。
- 新日本木村ボクシングジム
- 金子ボクシングジム（当時キックボクシングジムだった山木ジムから輸入選手を借りる事も有った）
- 国際ボクシングスポーツジム
- ロッキーボクシングジム（一時期は草加有沢との共催が多かった）
- アベボクシングジム
- ワタナベボクシングジム
- 大橋ボクシングジム
- 横浜光ボクシングジム
- 角海老宝石ボクシングジム
- セレスボクシングスポーツジム
- 八王子中屋ボクシングジム
- reasonジム
- M.Tボクシングジム
- ワールドスポーツボクシングジム

### DYNAMIC GLOVE on U-NEXT
2023年4月より放映権が定額制動画配信サービスのU-NEXTに移行し、『WHO'S NEXT DYNAMIC GLOVE on U-NEXT』（フーズ・ネクスト・ダイナミックグローブ・オン・ユーネクスト）とリニューアルして生配信されることが発表された。回数は再度リセットされ、『WHO'S NEXT DYNAMIC GLOVE on U-NEXT vol.N』とする。
スペシャルアドバイザーに横浜DeNAベイスターズ代表取締役社長などを歴任した池田純を迎え、解説・実況の場内音声配信を無料で実施するなど、新たな演出も導入した。なお、映像制作は日本テレビの関連会社であり共催に名を連ねるAX-ONに委託し、実況も引き続き日本テレビアナウンサーが担当しているが、vol.6はバスケットボールワールドカップやラグビーワールドカップなどに日本テレビからアナウンサーが多く派遣されている都合上、前半は同じくU-NEXTで配信されている海外ボクシング中継『世界プロボクシング』実況のフリーアナウンサー中元翔一、後半は番組MCの鈴木健が兼任する形で担当した。中元は以降も当番組の実況を適宜担当している。
vol.1は帝拳単独主催として4月1日に後楽園ホールより山内涼太vs永田丈晶の日本フライ級王座決定戦をメインとして、元IBF世界スーパーフェザー級王者の尾川堅一とWBO世界ライトフライ級王座獲得に失敗した岩田翔吉の再起戦、さらに4月8日にボクシングデビュー戦を控える那須川天心の公開スパーリングが組まれた。
vol.2以降は真正プロモーション、DANGAN、横浜光などと興行ごとに合同で開催している（後述）。
2024年4月以降は月2回に増加し、原則として毎月第1・第3土曜日に開催される。第1土曜日は引き続き後楽園に固定されるが、第3土曜日は後楽園または関西で開催され、後者での開催は日程が前後する場合もある。なお、8月はパリオリンピックとの絡みもあり16日の1回のみとなった。また、後述する新人王戦が開催される月の通常版は月1回になる。2025年は月1回に戻った。
2025年4月5日開催分より『DYNAMIC GLOVE on U-NEXT』にリニューアル。『WHO'S NEXT』には「次（の世界チャンピオン）は誰？」の意味が込められていたが、岩田がWBO世界王座奪取するなど出場選手からチャンピオンが次々と誕生したため、タイトルから外すことになった。ただし、回数についてはそのままとなり、前出の大会は第31回として開催された。

#### 関西開催
『WHO'S NEXT DYNAMIC GLOVE』は年3回程、真正との合同開催となり、そのうち2回は真正のお膝元である神戸及び大阪で開催される（vol.2含む残り1回は後楽園開催）。
vol.5は8月5日に東京以外では初となる神戸市立中央体育館で開催。小林豪己のWBOアジアパシフィックミニマム級王座2度目の防衛戦をメインとし、ダイナミックグローブ史上初の女子世界タイトルマッチとなる黒木優子vsモンセラット・アラルコンのWBA・WBO女子世界アトム級王座統一戦、芝力人vs大内淳雅の日本ライトフライ級王座決定戦の3試合が配信された（同日開催となった後述する特別版との兼ね合いのため）。
2度目の神戸開催となるvol.9は通常版ではイレギュラーの第3日曜日となる12月17日に神戸ポートピアホテルにて開催。
2024年4月20日には『WHO'S NEXT DYNAMIC GLOVE』初の大阪開催として大阪府立体育会館（エディオンアリーナ大阪）第2競技場にて開催。
なお、真正は『WHO'S NEXT DYNAMIC GLOVE』配信開始後も『REAL SPIRITS』を神戸または大阪で不定期開催しているが、そちらは真正公式YouTubeチャンネルでのライブ配信を継続している。

#### 特別編
『DYNAMIC GLOVE on U-NEXT』では月1回の定期興行を生中継しているが、これらとは別日程で行われる興行も回数にはカウントされない『DYNAMIC GLOVE on U-NEXT特別編』として生中継する場合もある。なお、特別編ではMCパートはなく、場内音声配信も実施しない。
7月8日にエスフォルタアリーナ八王子で開催された八王子中屋主催興行を特別編として佐々木尽のWBOアジアパシフィックウェルター級王座2度目の防衛戦をメインに3試合の生配信を行った。なお、中継映像はBOXING RAISEで制作、アンダーカード5試合は同サービスで無料ライブ配信し、U-NEXT中継試合はスタジオ実況を被せて配信した（いわゆるオフチューブ。解説：亀海喜寛、実況：鈴木健）。また、この興行に帝拳は主催者としては関与していない。
vol.5と同日の後楽園ホールでは元WBO世界ミニマム級王者、谷口将隆の再起戦などを組み込んだ特別編とし、特別編終了後に神戸へリレー配信された。12月2日の後楽園も特別版として配信された。
同じくG+で放送された全日本新人王決定戦（東日本新人王決定戦も）も特別編として配信されている（西日本新人王決定戦はBOXING RAISEにて録画配信）。
ジュニア・チャンピオンズリーグ全国大会も後日録画として配信している。
2025年4月13日に大阪・住吉区民センターで行われる六島主催興行を特別編として国本陸 vs. 京原和輝の日本ミドル級タイトルマッチをメインに3試合の生配信した（解説：IBF世界バンタム級王者 西田凌佑）。アンダーカード3試合はYouTubeの六島ボクシングチャンネルにて生配信。

#### 主催プロモーター
後楽園での定期開催は帝拳が幹事となり、vol.3よりDANGAN、2023年8月の特別編より横浜光もそれぞれ主催者に加わっている。なお、横浜光はマッチメイクにもvol.3よりA-sign名義で関与。単発で角海老などと合同開催になることもある。
上記の通り関西開催は真正が幹事となり帝拳と共同開催で行われる。真正は後楽園開催も年1回主催者に加わっている。
2024年4月以降は会場問わず帝拳・DANGAN・横浜光の三者合同で行われており、第3土曜日は真正や新日本木村などのいずれかが加わる。
2024年4月19日に後楽園ホールにてDANGAN・横浜光の合同で新シリーズ「WHO'S NEXT」が開催されるが、この興行はU-NEXT格闘技公式YouTubeチャンネルで配信されている。

#### 強化育成指定選手
2024年3月に導入した新制度で、将来有望な選手の育成を目的とする。
- 高橋麗斗（パンチアウト）
- 伊藤千飛（真正）
- 堀池空希（横浜光）
- 真下公翔（横浜光）

#### U-NEXTのボクシング中継
U-NEXTでは当番組の開始より以前からボクシング中継を行っていた。
2021年2月11日に行われたチャリティーボクシングイベント「LEGEND」をABEMAとともに生配信しており、これがU-NEXT初のスポーツ中継となった。
2022年7月30日、初のプロボクシング中継として真正プロモーション主催『REAL SPIRITS Vol.80』を生配信した。
10月16日より、アメリカFIGHT SPORTSが手掛ける海外ボクシング中継『世界プロボクシング』を開始。
2023年2月25日、元世界2階級王者で上記の真正興行でもメインに出場した亀田和毅が立ち上げたTMK GYMの初興行を生配信した。
4月15日、韓国で開催された伊藤雅雪がプロデュースし、横浜光の石井一太郎会長もプロモートに関与する『TB（TREASURE BOXING）プロモーション』の第2回興行を生配信し、以降も継続して配信している（2022年12月3日の第1回はWOWOW）。同プロモーションは10月12日に初の国内開催として有明アリーナでの興行を行ったが、『WHO'S NEXT DYNAMIC GLOVE』とは別枠での配信になった（実況・解説は『世界プロボクシング』とほぼ同じ布陣）。
世界タイトルマッチについては別ブランド『U-NEXT BOXING』（2024年12月15日に第1弾としてU-NEXT初の日本人男子選手による世界タイトルマッチとなる西田凌佑のIBF世界バンタム級初防衛戦（主催・六島ジム）を中継）として中継しているが、こちらも帝拳の協力を受けており、番組制作は『DYNAMIC GLOVE on U-NEXT』仕様となっている。リングキャンバスも『WHO'S NEXT DYNAMIC GLOVE on U-NEXT』（当時）ロゴ入りだったが、2025年3月13日の第2弾（トリプル世界戦）よりU-NEXTロゴに変更された。なお、7月30日の第3弾からはフジテレビ『FUJI BOXING』スタッフによる制作に変更された
なお、U-NEXTに統合されたParaviでは『LIFETIME BOXING FIGHTS』（志成主催、TBSテレビ制作）と『SOUL FIGHTING』（畑中主催、CBCテレビ制作）を配信していたが、統合前年となる2022年限りで前者はABEMA、後者はLocipoにそれぞれ移行された。

## 出演者

### MC
- 鈴木健（日本テレビアナウンス部専門部長）：無印では実況を担当しており、on U-NEXTでも実況を兼任する場合あり。

### 解説
- セレス小林（元WBA世界スーパーフライ級王者、現在：セレスボクシングスポーツジム会長）
- 長谷川穂積（元WBC世界バンタム級・フェザー級・スーパーバンタム級王者、現在：KOBE長谷川ボクシングジム会長）
- 山中慎介（元WBC世界バンタム級王者）
- 伊藤雅雪（元WBO世界スーパーフェザー級王者、現在：TBプロモーション代表）

以下は『on U-NEXT』より出演。
- 村田諒太（元WBA世界ミドル級スーパー王者）
- 亀海喜寛（元OPBF東洋太平洋ウェルター級王者、元日本スーパーライト級王者）

### 実況アナウンサー
特筆なき場合、すべて日本テレビアナウンサー。
- 中野謙吾
- 辻岡義堂
- 山本紘之
- 平松修造
- 梅澤廉
- 伊藤大海
- 山崎誠
- 川畑一志

以下は『on U-NEXT』より出演。
- 北脇太基
- 弘竜太郎
- 澁谷善ヘイゼル
- 大町怜央
- 中元翔一（ボイスオン所属、元テレビ高知）

## 過去の出演者

### 解説
- 平沢雪村（｢THE BOXING｣編集長）
- 小林弘（元世界スーパーフェザー級王者）
- ファイティング原田（元世界フライ級ならびに世界バンタム級王者）
- 葛西裕一（元OPBF東洋太平洋スーパーバンタム級王者、現在：GLOVES代表）
- 浜田剛史（元WBC世界スーパーライト級王者、現在：帝拳プロモーション代表）
- 飯田覚士（元WBA世界スーパーフライ級王者）

### 実況アナウンサー
- 本多当一郎
- 高雄孝昭
- 芦沢俊美
- 船越雅史
- 今井伊佐男
- 山下末則
- 若林健治
- 村山喜彦
- 河本香織
- 長谷川憲司
- 羽鳥慎一
- 舟津宜史
- 鳥羽博剛
- 望月浩平
- 高橋雄一
- 寺島淳司
- 佐藤義朗
- 田中毅
- 藤田大介
- 安藤翔
- 上重聡：｢WHO'S NEXT｣にも出演していた。

### アシスタント
- 團遥香：「WHO'S NEXT」に出演。産休のため2024年降板。

## 脚註
1. ↑  日本テレビホームページ 2009年3月7日番組表より
2. ↑  “帝拳・浜田代表らも興行500回目に感慨ひとしお”.  スポーツ報知 (2012年4月17日). 2012年5月10日閲覧。[リンク切れ]
3. ↑  “ダイナミックグローブＳＰ　ＷＢＯ世界フライ級王座決定戦”. BS日テレ. 2023年6月19日閲覧。
4. ↑  尾﨑陽介 (2023年3月4日). “日テレジータスのプロボクシング中継番組「ダイナミックグローブＳＰ」が終了”. サンケイスポーツ. 2023年3月4日閲覧。
5. ↑  “日テレジータスが「ダイナミックグローブＳＰ」の放送終了 １９８１年１０月に第１回中継”. スポーツ報知. (2023年2月4日) 2023年3月5日閲覧。
6. ↑  “帝拳プロ主催ダイナミックグローブ、日テレ放送42年の歴史に幕　来月からU－NEXTで配信”. 日刊スポーツ. (2023年3月4日) 2023年3月5日閲覧。
7. ↑  “「ダイナミックグローブ」の新シリーズとして『WHO'S NEXT DYNAMIC GLOVE on U-NEXT』が始動。後楽園ホールから毎月U-NEXT独占で見放題ライブ配信決定！” (Press release). 株式会社U-NEXT. 23 March 2023.
8. ↑  “「WHO‘S NEXT DYNAMIC GLOVE on U-NEXT」が新たなステージへ！4/5（土）より「DYNAMIC GLOVE on U-NEXT」としてリニューアル！”. PR TIMES. (2025年4月1日)
9. ↑  “ダイナミックグローブがU-NEXTで再出発　尾川堅一&岩田翔吉復帰戦　那須川天心の公開スパーも”. BOXING NEWS. (2023年3月23日) 2023年3月24日閲覧。
10. ↑  “元世界王者の山中竜也がWBO･AP王座獲得　L･フライ級で世界2階級制覇へ第一歩”. BOXING NEWS. (2023年5月6日) 2023年6月28日閲覧。
11. ↑  “【ボクシング】真正ジムが８月５日に神戸で興行　女子世界統一戦など３タイトル戦　与那覇勇気の復帰戦も”. サンスポ. (2023年6月19日)
12. ↑  第9回 WHO'S NEXT DYNAMIC GLOVE on U-NEXT[日本][WBO-AP][日本] ボクシングモバイル
13. ↑  “【ボクシング】日本選手初のウエルター級世界王者を目指す佐々木尽が「Ｌｅｍｉｎｏ　ＢＯＸＩＮＧ」とサポート契約”. サンケイスポーツ. (2023年6月14日) 2023年6月18日閲覧。
14. ↑  “元ミニマム級世界王者・谷口将隆がライトフライ級で再起戦 「世界２階級制覇目指す」”. スポーツ報知. (2023年6月26日)
15. ↑  “元世界ミニマム級王者の谷口将隆が8.5再起戦　L･フライ級で元日本王者の堀川謙一と対戦”. BOXING NEWS. (2023年6月26日)
16. ↑  “U-NEXTのボクシング中継は4月も熱い！4/5（土）OPBF東洋太平洋S.フェザー級タイトルマッチ＆元世界王者が登場！4/13（日）特別編 日本ミドル級タイトルマッチ！注目3試合のライブ配信が決定！”. PR TIMES. (2025年4月4日) 2025年4月8日閲覧。
17. ↑  “有望選手育成へ『ダイナミックグローブ』が新制度導入　高校3冠の高橋麗斗ら4人を選出【ボクシング】”. 中日スポーツ. (2024年3月12日) 2025年1月12日閲覧。
18. ↑  “U-NEXT初のボクシング世界タイトルマッチ「U-NEXTボクシング」始動。『U-NEXTボクシング IBF世界バンタム級タイトルマッチ西田凌佑初防衛戦』より、世界へ挑戦する日本人ボクサーの姿をお届け”. PR TIMES. (2024年10月29日)